# تویوتا سرا
تویوتا سرا (Toyota Sera) خودرویی است که در سال‌های ۱۹۹۰ تا ۱۹۹۶تولید شده‌است. طول آن در حالت طبیعی ۳٬۸۶۰ میلیمتر (۱۵۲٫۰ اینچ)، عرض آن در حالت طبیعی ۱٬۶۵۰ میلیمتر (۶۵٫۰ اینچ) و ارتفاع آن در حالت طبیعی ۱٬۲۶۵ میلیمتر (۴۹٫۸ اینچ) و وزن آن در حالت طبیعی ۹۳۰ کیلوگرم (۲٬۰۵۰ پوند) است. سیستم جعبه‌دندهٔ آن ۵ دنده به دو صورت خودکار و دستی است.